# يان لوسون
يان لوسون (بالإنجليزية: Ian Lawson)‏ (4 نوفمبر 1977 بهدرسفيلد في المملكة المتحدة - ) هو لاعب كرة قدم بريطاني في مركز الهجوم. لعب مع ستوكبورت كونتي ونادي بلاكبول ونادي بوري وهدرسفيلد تاون.

## وصلات خارجية
- يان لوسون على موقع قاعدة بيانات كرة القدم.إي يو (الإنجليزية)